# Sceloenopla marcapatana
Sceloenopla marcapatana es una especie de insecto coleóptero de la familia Chrysomelidae. Fue descrita científicamente en 1932 por Pic.